# 17-й Венецианский кинофестиваль
17-й Венецианский международный кинофестиваль проходил в Венеции, Италия, с 28 августа по 9 сентября 1956 года.

## Жюри
- Джон Грирсон (председатель жюри, Великобритания),
- Андре Базен (Франция),
- Лукино Висконти,
- Дж. Кавалларо (Италия),
- Фридрих Эрмлер (СССР),
- Джеймс Куинн (Великобритания),
- Кёхико Усихара (Япония).

## Фильмы в конкурсе
| Название на русском языке | Название на языке оригинала | Режиссёр                     | Производство     |
| Сестра Летиция            | Suor Letizia                | Марио Камерини               | Италия           |
| Империя солнца            | L'impero del sole           | Энрико Грас                  | Италия · Франция |
| Капитан из Кёпеника       | Der Hauptmann von Köpenick  | Хельмут Койтнер              | Германия         |
| Шляпа, полная дождя       | A Hatful of Rain            | Фред Циннеман                | США              |
| Трон в крови              | 蜘蛛巣城                    | Акира Куросава               | Япония           |
| Бессмертный гарнизон      | Бессмертный гарнизон        | Захар Аграненко Эдуард Тиссэ | СССР             |
| Дракон                    | Ο Δράκος                    | Никос Кундурос               | Греция           |
| Район красных фонарей     | 赤線地帯                    | Кэндзи Мидзогути             | Япония           |
| Атака                     | Attack                      | Роберт Олдрич                | США              |
| Больше чем жизнь          | Bigger Than Life            | Николас Рэй                  | США              |
| Бирманская арфа           | ビルマの竪琴                | Кон Итикава                  | Япония           |
| Калабуч                   | Calabuch                    | Луис Гарсия Берланга         | Испания          |
| Главная улица             | Calle mayor                 | Хуан Антонио Бардем          | Испания          |
| Жервеза                   | Gervaise                    | Рене Клеман                  | Франция          |
| Тореро                    | Torero                      | Карлос Вело                  | Мексика          |
| Через Париж               | La Traversee De Paris       | Клод Отан-Лара               | Франция          |

## Награды
- Золотой лев и Серебряный лев — не вручались
- Кубок Вольпи за лучшую мужскую роль: Бурвиль — Через Париж
- Кубок Вольпи за лучшую женскую роль: Мария Шелл — Жервеза
- Премия Сан-Джорджо: Бирманская арфа
- Приз международной ассоциации кинокритиков (ФИПРЕССИ):
  - Главная улица
  - Жервеза
- Приз Международной Католической организации в области кино (OCIC): Калабуч
- Приз Международной Католической организации в области кино - почётное упоминание: Бирманская арфа
- Премия итальянских критиков: Атака